# Ablemothrips
Ablemothrips es un género de tisanópteros de la familia Phlaeothripidae.  Aparece en Asia, con dos especies registradas en Tailandia y una especie en la India, el sur de Japón, Filipinas y Taiwán. 

## Especies
- Ablemothrips breviceps
- Ablemothrips longiceps
- Ablemothrips maxilatus